# Pangasius bocourti
Pangasius bocourti is een straalvinnige vissensoort uit de familie van de reuzenmeervallen (Pangasiidae). De wetenschappelijke naam van de soort is voor het eerst geldig gepubliceerd in 1880 door Sauvage.